# Leotardo Matus Zapata
Leotardo Matus Zapata (Chillán, 1877 - Santiago, 1941) fue un profesor de educación física y antropólogo. Se le considera uno de los pioneros en la antropometría escolar en Chile. Trabajó como docente en el Internado Nacional Barros Arana (1906-1926), siendo además Jefe de la Sección de Antropología del Museo Nacional de Historia Natural (1915-1926).

## Biografía
Leotardo Matus nació en la ciudad de Chillán, Provincia de Ñuble, el 21 de noviembre de 1877. Sus estudios básicos y secundarios los cursaría en la Escuela Normal de Preceptores de dicha ciudad, trasladándose posteriormente a Santiago a estudiar en el Instituto Pedagógico. Egresó en 1898, en la que se especializó como profesor de gimnasia bajo la preparación del profesor austríaco Francisco Jenschke. Entre los años finales del siglo XIX y los primeros del XX, se desempeñaría en una serie de instituciones educativas dentro de Chile como el Liceo de Aplicación de Santiago, el Liceo de Hombres de La Serena, la Escuela Normal de Preceptores de Santiago, o el Instituto de Sordo Mudos. A su vez, realizaría cursos de especialización en la Escuela de Suboficiales del Ejército. Su llegada al Internado Nacional Barros Arana se concretaría en 1906, lugar en donde trabajaría hasta 1926.
Por un lado, su trayectoria lo posicionaría en un destacado columnista en las revistas Zig-Zag, y Sport i Actualidades, además de los periódicos Las Últimas Noticias, El Mercurio, o El Diario Ilustrado. De forma paralela formaría parte de sociedades pedagógicas y científicas, como la Asociación de Educación Nacional, la Unión de Profesores de Educación Física, la Sociedad Chilena de Historia y Geografía, o vinculados a grupos deportivos, entre ellos la Federación Sportiva de Chile y el Internado Football Club. 
Por otro lado, a nivel internacional participaría de distintos congresos. En Argentina daría una conferencia en la Sociedad Sportiva Arjentina (1910) en torno a la educación física en Chile; en Bélgica como parte del Troisième Congrès International de l’éducation Physique (1910) sobre la influencia de los ejercicios físicos en las condiciones del individuo; y en 1912 presentando sus investigaciones antropométricas en el Fifteenth International Congress on Hygiene and Demography (1912), desarrollado en Washington, Estados Unidos.

## Profesor de educación física

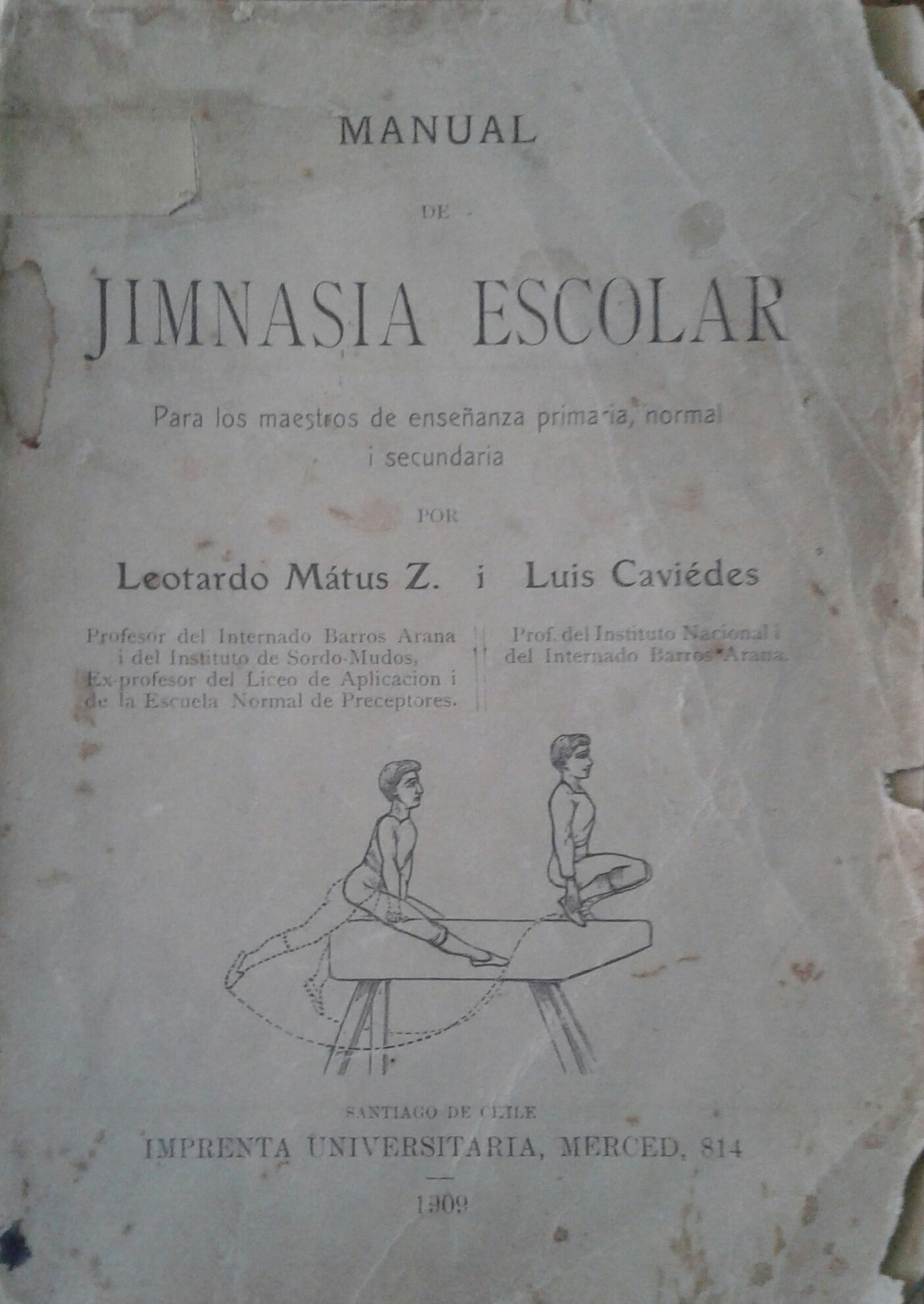
"Manual de Jimnasia Escolar". Leotardo Matus y Luis Caviedes, 1909

Su principal actividad durante estos años se abocó en la enseñanza de la educación física, a la cual dedicó gran parte de su vida. En 1906 se encargaría de la dirección de los cursos de educación física en el Internado Nacional Barros Arana en los que fue aunando sus conocimientos médicos y pedagógicos. De igual manera, fue un impulsor del deporte escolar, en ramas como el atletismo, natación y basquetbol, además de las llamadas "revistas de gimnasia" teniendo a su cargo el equipo escolar de dicho internado. Se le reconoce también como uno de los fundadores del Internado Futbol Club. 
En conjunto con el profesor del internado Luis Caviedes, escribieron en 1909 el Manual de Jimnasia Escolar, el que se presentaba para ser usado en los cursos de enseñanza primaria, normal y secundaria. Según lo señalado en el texto, su finalidad era dar a conocer "los últimos adelantos técnicos, fisiológicos y pedagógicos a nivel internacional y que se discutían en el ramo". 
En 1921 el Ministerio de Instrucción Pública le conferiría oficialmente el título de profesor de estado en educación física, reconociendo sus casi dos décadas en la enseñanza de la gimnasia. 
Matus, fue un reconocido crítico en torno a las supuestas ventajas higiénicas que ofrecía el sistema de gimnasia sueca, el cual era modelo imperante en el país. En su opinión, dicho sistema no reconocía las particularidades físicas de los individuos nacionales, teniendo además una serie de desventajas metodológicas. A comienzos de la década del '30, señalaría que la educación física chilena se encontraba bajo el "embrujamiento sueco".

## Antropometría del niño chileno
En su calidad de profesor de gimnasia, reconocía la conveniencia de la antropometría en el desarrollo de un sistema científico y nacional de educación física. Por ello, su estudio fue uno de los pioneros a nivel latinoamericano en identificar y categorizar las características físicas de los escolares. Influenciado por los estudios y observaciones de Adolphe Quetelet, Paul Godin, Georges Demenÿ, o Étienne Jules Marey en torno a las estadísticas médicas, los movimientos físicos y sus efectos fisiológicos, Matus recogió un total de 2.646 observaciones en niños varones de 10 a 20 años, extendiendo sus mediciones entre los años 1906 y 1911, en los que utilizó instrumentos de registro y gráficos, como el dinamómetro y el espirómetro. 
A través de una serie de exámenes que buscaban determinar el peso, la estatura, diámetros toráxicos, amplitud respiratoria, capacidad vital y fuerza muscular, las conclusiones de su estudio indicaban que las cifras entre las capacidades físicas de los niños chilenos y europeos eran similares, e inclusive en algunos puntos superiores a las de estos. Sobre ello resumía que: “nuestro lema nacional por la razón o la fuerza, tiene también una razón de ser científica, que puede traducirse en mens sana in corpore sano".
Sus más de ciento ochenta mil observaciones realizadas tendría vigencia en las décadas posteriores. Investigaciones nacionales en los campos de la pediatría, la biotipología, la antropología física, o la psicología educativa vieron en las investigaciones de Matus una importante fuente de datos y correlaciones estadísticas. 

## Vida, costumbres y objetos mapuches

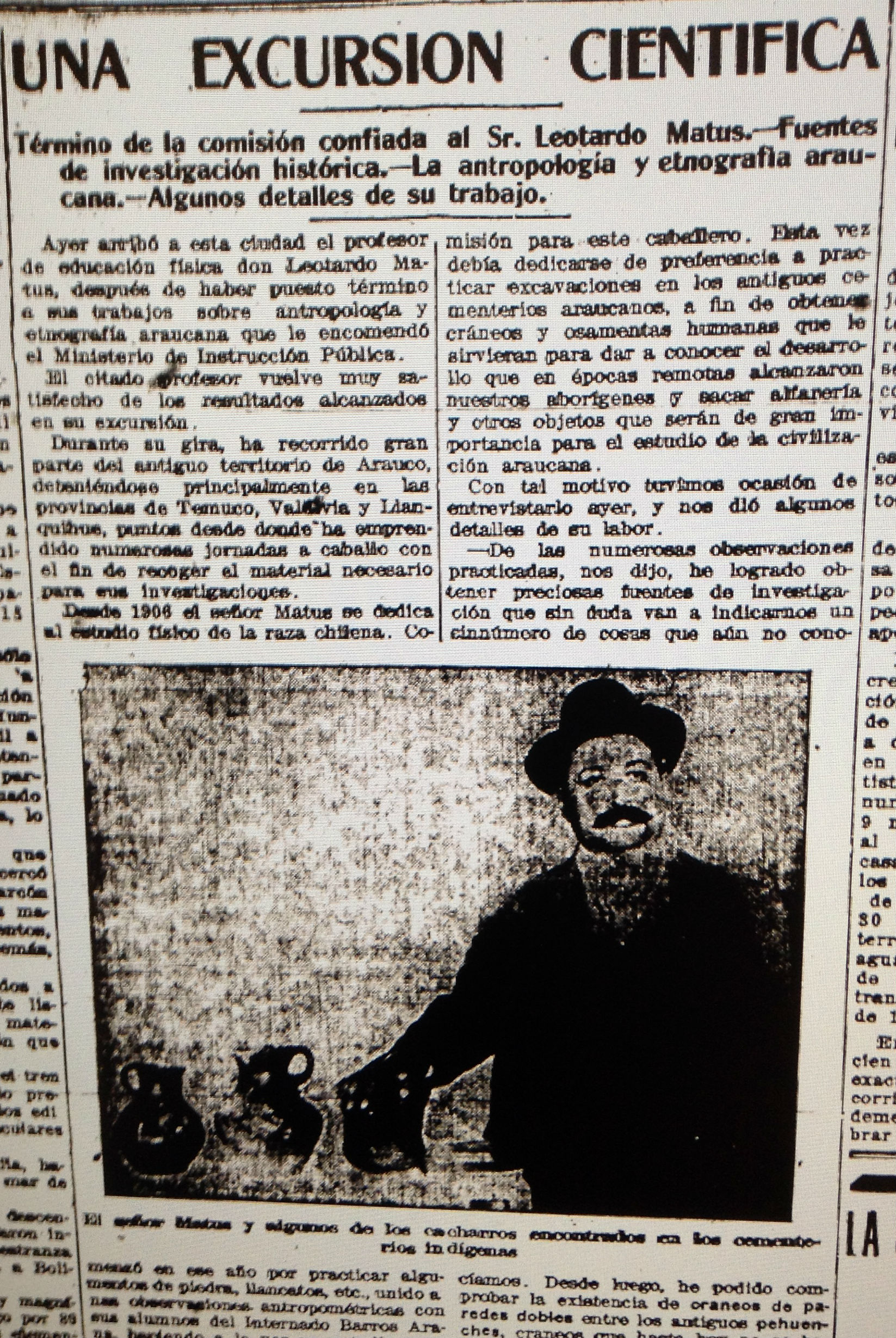
"Una excursión científica". Reportaje a Leotardo Matus, El Mercurio, 1913.

A raíz de sus estudios en escolares, en diciembre de 1911 solicitaba al Ministerio de Justicia e Instrucción Pública la recolección de un conjunto de mediciones antropométricas en mapuches, como una forma de completar “el estudio científico de la raza chilena”.
Entre los veranos de 1912 y 1913 recorrería los pueblos de Lanco, Panguipulli, Queule, Lautaro, Boroa, Villarrica, San José de la Mariquina, Ercilla y Mulchén, en los que reuniría una serie de antecedentes sobre las características antropométricas de los mapuches, además de recolectar utensilios, alfarería, piezas mortuorias, y restos óseos. Los resultados de estas expediciones fueron publicados en los boletines de la Sociedad Chilena de Historia y Geografía y del MNHN.
Una vez finalizado este periplo, desde julio hasta octubre de 1913, Matus llevaría parte de los objetos antropológicos recolectados para su estudio y exhibición en importantes ferias, gabinetes y museos en Bélgica, Suecia, Francia y Alemania.

## Labor en el Museo Nacional de Historia Natural
Debido a la experiencia adquirida en sus investigaciones sobre mapuches, en 1915 ingresaría a trabajar en calidad ad honorem como jefe de la reciente Sección de Antropología, Etnología y Arqueología del Museo Nacional de Historia Natural, siendo incorporado de manera definitiva como funcionario planta a inicios de 1919. Eduardo Moore, director del museo, inicialmente pensó en los nombres de Tomás Guevara y Bernardo Gotschlich para el cargo en la sección, sin embargo al no poder gestionarse la contratación de ambos, optó por el nombre de Matus.
En sus primeros años, Matus se encargaría de inventariar la colección de objetos existentes de dicha sección, contabilizando hacia 1916 la cifra de 215 donantes, entre los que se contaban José Toribio Medina, Rodulfo Phillippi, Bartolomé Blanche, Ramón Barros Luco, Francisco Fonck, Ignacio Domeyko, Federico Philippi, Carlos Porter, e Isidora Zegers, contabilizando un total de 4.837 objetos. En agosto de 1924, iniciaría los inventarios definitivos de las colecciones antropológicas y etnográficas existentes en dicha sección. 
Fue en el área de la antropología física en donde Leotardo hizo sus aportes más significativos durante la década de 1920. A pesar de los problemas económicos y administrativos que atravesó el MNHN en dicha década, Matus se volcaría hacia el descubrimiento de sepulturas antiguas y piezas de alfarería provenientes de las culturas precolombinas que habitaban los valles de Santiago, Vicuña y Copiapó, además de realizar excursiones a Valdivia, Caldera y Taltal.
Desde el propio museo, Matus generó distintos vínculos y contactos internacionales para el estudio de la antropometría comparada, en los nombres de los científicos argentinos, Victor Mercante y Enrique Romero Brest, los mexicanos Manuel Gamio y Jose Vasconcelos, o del alemán Robert Lehmann-Nitsche.    
Se desempeñaría en dicho Museo hasta 1926, fecha en que se acogería a jubilación. En el mes de julio de ese año, Gualterio Looser sería nombrado como reemplazante de Matus en la jefatura la Sección de Antropología y Etnología, asumiendo el cargo ad honorem.
En paralelo a sus aportes arqueológicos al MNHN, Matus impulsó un conjunto de investigaciones antropológicas sobre los mapuches. Se destacan específicamente sus recopilaciones sobre el palín o el linao;  o en la recuperación de una serie de documentos y archivos sobre la Ocupación de la Araucanía. Telares, vasijas e utensilios, además de sus libretas de campo, fueron donados tanto al Museo de Etnología y Antropología de Santiago (MEA) como a la Biblioteca Nacional de Chile.
En sus múltiples facetas, Matus formó parte de distintas comisiones: en la creación del Estadio Nacional; en la administración del Parque Escolar de Vitacura y de la Caja del Seguro Obrero; y en la Dirección de Laboratorios Chile. A pesar de su participación pública, declinó en variadas ocasiones ofrecimientos para integrarse a partidos políticos.
Falleció el 26 de marzo de 1941.